# Audicon
Audicon (kurz für Auditory Icon) ist eine an Icon angelehnte Wortneubildung. Ein Audicon enthält ein kurzes akustisches Element. Ähnlich wie bei einem Piktogramm steht hier ein hoher Wiedererkennungswert im Vordergrund (Ähnlichkeit mit dem dargestellten, realen Objekt oder Begriff, vergleiche Ikon). Dazu muss der Ton, das Geräusch oder der Sound einen prägnanten Eindruck hinterlassen. Anwendung zum Beispiel im mobile computing Bereich.
Im Gegensatz dazu handelt es sich beim Earcon um ein akustisches Element, das nur durch Konvention eine Information repräsentiert, dabei aber keine Ähnlichkeit mit dem dargestellten Objekt oder Begriff aufweist (vergleiche Symbol).